# Brocēni

Brocēni est une ville de la région de Kurzeme en Lettonie. Elle a 3 411 habitants pour une superficie de 8,55 km2.